# Oncideres pallifasciata
Oncideres pallifasciata är en skalbaggsart som beskrevs av Noguera 1993. Oncideres pallifasciata ingår i släktet Oncideres och familjen långhorningar. Inga underarter finns listade i Catalogue of Life.